# Anopheles kyondawensis
Anopheles kyondawensis este o specie de țânțari din genul Anopheles, descrisă de Phineas S. Abraham în anul 1947.
Este endemică în Myanmar. Conform Catalogue of Life specia Anopheles kyondawensis nu are subspecii cunoscute.